# Adrián Chévez
Adrián Alberto Chévez Alanís (Limón, Costa Rica, 27 de febrero de 1998), conocido deportivamente como Adrián Chévez (AFI: að'rjan 't∫eβeθ), es un futbolista costarricense que juega de defensa.

## Trayectoria

### Deportivo Saprissa
Adrián Chévez es cantera del Deportivo Saprissa y fue promovido al plantel absoluto a partir de 2017, bajo las órdenes del entrenador Carlos Watson. Para el inicio del Campeonato de Verano que se llevó a cabo el 8 de enero, el equipo saprissista tuvo la visita al Estadio Carlos Ugalde, donde enfrentó a San Carlos. Por su parte, el jugador quedó en la suplencia para este compromiso, mientras que el marcador fue con derrota de 1-0. El 18 de febrero, en el compromiso de los morados de local frente a Liberia, en el Estadio "Fello" Meza de Cartago, Chévez debutó como titular con la dorsal «37» y anotó un gol al minuto 65', para la victoria con cifras de goleada 4-1. El 21 de mayo queda subcampeón con los morados.

### Municipal Liberia
En el último día de transferencias —31 de enero de 2018—, el club morado accede prestar a Chévez al Municipal Liberia, por lo que resta del certamen de Clausura.

### Deportivo Saprissa
El futbolista regresó tras su efímero paso en el conjunto liberianos a partir de la nueva temporada saprissista. Sin haber disputado un solo partido oficial en el equipo, el 14 de enero de 2019, la dirigencia toma la determinación de no renovarle su contrato por lo que quedó fuera de la institución.

## Selección costarricense

### Categorías inferiores
El entrenador Frank Carrillo, de la Selección Sub-15 de Costa Rica, dio el 15 de junio de 2012 la lista de convocados para llevar a cabo la realización de la Copa México de Naciones. En su nómina destacó el llamado de Chévez. El 18 de junio fue el primer encuentro ante el combinado juvenil de Colombia, donde el marcador concluyó en derrota con cifras de goleada 7-0. El segundo compromiso se desarrolló al siguiente día, siendo el rival Estados Unidos. El resultado fue de pérdida de 1-3. El último juego acabó en derrota de 4-1, contra España. Por lo tanto, su país quedó en el último lugar de la tabla del grupo B sin sumar puntos.

## Clubes
| Club                        | País       | Año         |
| --------------------------- | ---------- | ----------- |
| Deportes Tolima             | Costa Rica | 2017 - 2018 |
| Municipal Pezeta (Préstamo) | Costa Rica | 2018        |
| Deportivo Saprissa          | Costa Rica | 2018 - 2019 |